# Atletica leggera ai Giochi della VII Olimpiade - 110 metri ostacoli

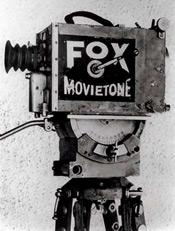
video della finale (durata: 42".)

La competizione dei 110 metri ostacoli di atletica leggera ai Giochi della VII Olimpiade si tenne i giorni  17 e 18 agosto 1920 allo Stadio Olimpico di Anversa.

## L'eccellenza mondiale
| Primatista mondiale (1920)    | 14"4y     | Earl Thomson       | Presente |
| Migliore prest. europea       | 15"2 1920 | Daciano Colbachini | Presente |
| Vincitore delle selezioni USA | 15"2y     | Harold Barron      | Presente |

1. ↑  Tempo ottenuto sulla distanza di 120 iarde.

## Risultati

### Turni eliminatori
| 6 Batterie   | 17 agosto | 24 partenti   | Si qualificano i primi 2. |
| 2 Semifinali | 17 agosto | 6 + 6         | Si qualificano i primi 3. |
| Finale       | 18 agosto | 6 concorrenti |                           |

### Batterie
- (Tra parententesi i tempi stimati)

| Pos. | Atleta              | Nazione       | Tempo  |
| ---- | ------------------- | ------------- | ------ |
| 1    | Daciano Colbachini  | Italia        | 15"6   |
| 2    | Harry Wilson        | Nuova Zelanda | (15"8) |
| 3    | Georg Lindström     | Svezia        | (15"9) |
| 4    | Wilfred Kent-Hughes | Australia     | n/d    |

| Pos. | Atleta          | Nazione        | Tempo  |
| ---- | --------------- | -------------- | ------ |
| 1    | Harold Barron   | Stati Uniti    | 15"2   |
| 2    | Earl Thomson    | Canada         | (15"4) |
| 3    | Gösta Holmér    | Svezia         | n/d    |
| 4    | František Marek | Cecoslovacchia | n/d    |

| Pos. | Atleta               | Nazione       | Tempo |
| ---- | -------------------- | ------------- | ----- |
| 1    | Frederick Murray     | Stati Uniti   | 15"8  |
| 2    | George Gray          | Gran Bretagna | n/d   |
| 3    | Henri Bernard        | Francia       | n/d   |
| 4    | René Joannes-Powell  | Belgio        | n/d   |
| 5    | Dimitrios Andronidas | Grecia        | n/d   |

| Pos. | Atleta         | Nazione       | Tempo    |
| ---- | -------------- | ------------- | -------- |
| 1    | Henri Thorsen  | Danimarca     | 16"8     |
| 2    | William Hunter | Gran Bretagna | n/d      |
| -    | Willi Moser    | Svizzera      | Ritirato |

| Pos. | Atleta        | Nazione        | Tempo |
| ---- | ------------- | -------------- | ----- |
| 1    | William Yount | Stati Uniti    | 15"6  |
| 2    | Göran Hultin  | Svezia         | n/d   |
| 3    | Harold Jeppe  | Sudafrica      | n/d   |
| 4    | Adolf Reich   | Cecoslovacchia | n/d   |

| Pos. | Atleta                   | Nazione       | Tempo |
| ---- | ------------------------ | ------------- | ----- |
| 1    | Walker Smith             | Stati Uniti   | 15"8  |
| 2    | Carl-Axel Christiernsson | Svezia        | n/d   |
| 3    | Oscar van Rappard        | Paesi Bassi   | n/d   |
| 4    | Eric Dunbar              | Gran Bretagna | n/d   |

### Semifinali
| Pos. | Atleta         | Nazione       | Tempo  |
| ---- | -------------- | ------------- | ------ |
| 1    | Harold Barron  | Stati Uniti   | 15"0   |
| 2    | Walker Smith   | Stati Uniti   | (15"2) |
| 3    | Harry Wilson   | Nuova Zelanda | (15"3) |
| 4    | Henri Thorsen  | Danimarca     | n/d    |
| 5    | William Hunter | Gran Bretagna | n/d    |
| 6    | Göran Hultin   | Svezia        | n/d    |

| Pos. | Atleta                   | Nazione       | Tempo  |
| ---- | ------------------------ | ------------- | ------ |
| 1    | Earl Thomson             | Canada        | 15"0   |
| 2    | Frederick Murray         | Stati Uniti   | (15"2) |
| 3    | Carl-Axel Christiernsson | Svezia        | (15"2) |
| 4    | George Gray              | Gran Bretagna | n/d    |
| 5    | William Yount            | Stati Uniti   | n/d    |
| 6    | Daciano Colbachini       | Italia        | n/d    |

### Finale
I protagonisti più attesi in gara sono: Harold Barron e Frederick Murray per gli Stati Uniti ed il canadese Earl Thomson.

Earl Thomson sorprende gli americani con una partenza bruciante, che gli dà subito un paio di metri di vantaggio. Riesce ad amministrare il distacco e vince d'autorità con il nuovo record mondiale. Barron e Murray finiscono rispettivamente secondo e terzo.
È ufficializzato solo il tempo del primo classificato.
| Pos.    | Atleta               | Età | Nazione       | Tempo ufficiale | Tempo ufficioso |
| ------- | -------------------- | --- | ------------- | --------------- | --------------- |
| Oro     | Earl Thomson         | 25  | Canada        | 14"8            |                 |
| Argento | Harold Barron        | 26  | Stati Uniti   |                 | 15"1            |
| Bronzo  | Frederick Murray     | 26  | Stati Uniti   |                 | 15"1            |
| 4       | Harry Wilson         | 23  | Nuova Zelanda |                 | 15"2            |
| 5       | Walker Smith         | 24  | Stati Uniti   |                 | 15"3            |
| 6       | C. A. Christiernsson | 22  | Svezia        |                 | 15"3            |